# Teté Vergara
Teté Vergara född 1914 i Santiago de Cuba, Kuba, död 1981 i Havanna, kubansk skådespelare.

## Filmografi (i urval)
- 1964 - Cumbite
- 1967 - Tulipa
- 1968 - Lucía